# Obróbka Q&P
Nazwa obróbki Q&P pochodzi od angielskiego zwrotu, Quenching and Partitioning, co można tłumaczyć jako obróbkę niepełnego hartowania i redystrybucji węgla.
Q&P jest innowacyjnym procesem obróbki cieplnej, który opracowany został dla stali nisko i średnio węglowych. Wykorzystywany jest w celu uzyskana dużej wytrzymałości i plastyczności stali dzięki obecności austenitu resztkowego zdolnego do przemiany martenzytycznej w trakcie odkształcenia plastycznego (efekt TRIP). Rezultatem przeprowadzonej obróbki Q&P jest mikrostruktura składająca się z odpuszczonego martenzytu i stabilnego austenitu resztkowego.

## Obróbka Q&P
Obróbka Q&P składa się z dwóch etapów: niepełnego hartowania (Q) i redystrybucji węgla (P) z martenzytu do austenitu. Pierwszy etap obejmuje nagrzanie stali do temperatury austenityzacji i wytrzymaniu w niej przez określony czas, a następnym schłodzeniu do temperatury niepełnego hartowania (QT) poniżej temperatury początku przemiany martenzytycznej (Ms) i krótkotrwałym wytrzymaniu w tej temperaturze przez czas niezbędny wyrównania się temperatury na przekroju obrabianego elementu. Drugi etap polega na nagrzaniu stali do temperatury partycjonowania (PT) i wytrzymaniu przez czas pozwalający na redystrybucję węgla z przesyconego martenzytu do otaczającego austenitu. Następnie próbka jest chłodzona do temperatury otoczenia. Dzięki dyfuzji węgla z martenzytu do austenitu zachodzącej w trakcie partycjonowania, temperatura początku przemiany martenzytycznej Ms austenitu ulega obniżeniu. Prowadzi to do jego stabilizacji termicznej, dzięki czemu nie ulega przemianie w trakcie chłodzenia i jest stabilny po zakończeniu obróbki Q&P.

## Parametry Q&P

### Temperatura niepełnego hartowania (QT)
Wartość temperatury niepełnego hartowania (QT) określa się w zależności od oczekiwanej zawartości austenitu resztkowego w stali po obróbce Q&P. Wraz z obniżaniem temperatury niepełnego hartowania postęp przemiany martenzytycznej zwiększa się. To powoduje, że udział martenzytu rośnie kosztem malejącego udziału austenitu resztkowego.

### Temperatura partycjonowania (PT)
W trakcie partycjonowania ma miejsce redystrybucja węgla z przesyconego martenzytu do otaczającego austenitu. Czym temperatura partycjonowania jest wyższa tym szybciej następuje wzbogacanie austenitu w węgiel, a więc szybciej dochodzi do stabilizacji austenitu. Przy założeniu, że nie mają miejsca konkurencyjne procesy jak na przykład wydzielanie węglików.

### Czas partycjonowania (Pt)
Redystrybucja węgla jako że jest procesem dyfuzyjnym, zależy od czasu. Czym dłużej prowadzony jest proces partycjonowania tym więcej węgla zdąży przedyfundować do austenitu. Jednak należy pamiętać, że partycjonowanie prowadzone w zbyt długim czasie i temperaturze może doprowadzić do powstania wydzieleń węglików, które przyczyniają się do znacznego pogorszenia właściwości stali, w szczególności jej plastyczności.

## Właściwości po obróbce Q&P z Q&T
Obróbka Q&T czyli konwencjonalna obróbka hartowania i odpuszczania prowadzi zazwyczaj do otrzymania wytrzymałej stali lecz o małej plastyczności, albo stali o dużej plastyczności i wówczas niskiej wytrzymałości. W stalach po obróbce Q&P możliwe jest połączenie pozornie wykluczających się właściwości czyli dużej plastyczności i wytrzymałości..